# Microphorella beckeri
Microphorella beckeri är en tvåvingeart som först beskrevs av Gabriel Strobl 1910.  Microphorella beckeri ingår i släktet Microphorella och familjen styltflugor. Inga underarter finns listade i Catalogue of Life.